# La Liberté de culte
Liberté de Culte (titre original, Freedom of Worship) est le second tableau d'une série de peintures à l'huile, Les Quatre Libertés (Four Freedoms), produites par l'artiste peintre américain Norman Rockwell. Cette série avait pour thème les Quatre Libertés telles que Franklin D. Roosevelt — 32e président des États-Unis d'Amérique — les avait énoncées dans son discours annuel sur l'État de l'Union prononcé le 6 janvier 1941. Rockwell considérait cette peinture et Liberté d'expression comme les deux meilleures de sa série. Liberté de Culte a été édité dans le numéro du Saturday Evening Post du 27 février 1943 en illustration d'un essai du philosophe Will Durant.

## Contexte
Liberté de Culte est la seconde œuvre d'une série de quatre peintures à l'huile de Norman Rockwell qui s'intitule Les Quatre Libertés. Ces travaux se sont inspirés du discours sur l'État de l'Union de Franklin D. Roosevelt, qu'il a prononcé devant le 77e Congrès des États-Unis le 6 janvier 1941, connu sous le nom des Quatre Libertés[réf. nécessaire]. Des Quatre Libertés, seules sont décrites dans la Constitution américaine la liberté d'expression et la liberté de culte. Le thème des Quatre Libertés a été plus tard incorporé dans la déclaration de principe des alliés pendant la seconde guerre mondiale: la Charte de l'Atlantique[réf. nécessaire], puis dans la Charte des Nations unies. La série de peintures a été publiée pendant quatre semaines consécutives dans le Saturday Evening Post, accompagnée d'essais d'auteurs remarquables: Liberté d'expression (20 février), Liberté de Culte (27 février), Liberté de vivre à l'abri du besoin (6 mars), Liberté de vivre en sécurité (13 mars)[réf. nécessaire]. En ce qui concerne l'essai qui accompagnait Liberté de Culte, le rédacteur en chef du Post Ben Hibbs a choisi Durant, qui était un auteur à succès au sommet de sa carrière. À cette époque, Durant travaillait ardemment sur son œuvre de dix volumes L'Histoire de la Civilisation (The Story of Civilization), co-édité avec sa femme Ariel Durant. Will Durant donnait également des conférences sur l'histoire et la philosophie[réf. nécessaire]. Finalement, la série de peintures a été diffusée sous la forme d'affiches et a été instrumentalisée par le gouvernement pour servir le grand emprunt de guerre du gouvernement américain[réf. nécessaire].

## Description
La peinture montre les profils de huit têtes dans un environnement modeste. Les différents personnages représentent des gens de confession différentes pendant une prière. On remarque en particulier trois personnages en bas de l'image (de droite à gauche) : un homme tête couverte qui tient un livre religieux dans sa main qui est juif, une femme plus âgée qui est protestante, et une jeune femme catholique dont le visage est éclairé ; elle égrène un chapelet. En 1966, Rockwell s'est servi de Liberté de Culte pour montrer son admiration à l'égard de John F. Kennedy par le biais d'une série nommée  L'Héritage Audacieux de JFK, publiée dans le magazine Look. L'œuvre dépeint Kennedy de profil dans une composition similaire à celle de Liberté de Culte avec des soldats volontaires de la Paix.

## Production
La première version de cette peinture se passe chez un coiffeur avec des clients de confessions variées qui attendent leur tour dans le fauteuil du coiffeur[réf. nécessaire]. Son premier jet fut une peinture à l'huile de 104 × 84 cm (41-by-33-inch) représentant la tolérance comme étant « les fondements d'une diversité religieuse en démocratie ». On peut voir un juif se faisant servir par un coiffeur protestant noir et un prêtre catholique romain qui attend son tour[réf. nécessaire]. Le problème était que l'on pouvait clairement identifier les différentes races et confessions car il y avait un accord tacite sur l'allure et l'apparence que pourrait avoir un individu d'une religion donnée[réf. nécessaire]. Alors que l'auteur tentait d'être plus explicite, il s'est trouvé qu'il eut recours à des exagérations blessantes, en particulier envers les personnages non chrétiens. Le juif apparait comme un stéréotype sémite, le client blanc a l'air BCBG, reléguant le noir au rang d'ouvrier agricole appesanti par le travail manuel sans parler au nom du gouvernement comme il se devait de le faire. Rockwell avait l'intention de montrer la tolérance religieuse, et il décréta que la première composition qu'il avait réalisée n'avait pas atteint ses objectifs[réf. nécessaire].
En juin 1942, le rédacteur en chef du Post Ben Hibbs s'est mis à soutenir le projet préliminaire de Rockwell des Quatre Libertés[réf. nécessaire]. Il lui donna deux mois pour terminer l’œuvre[réf. nécessaire]. Octobre arrive et le Post est inquiet de l'avancée du travail. Il envoie son rédacteur en chef de la rubrique Art  à Arlington pour faire un compte-rendu. À ce moment-là, Rockwell travaillait sur Liberté de Culte, la seconde peinture de la série. Rockwell a passé deux mois (octobre et quasiment tout le mois de novembre 1942)[réf. nécessaire] sur ce travail, il était alors inspiré par la phrase « À chacun selon les impératifs de sa propre conscience ». Ses voisins de d'Arlington (Vermont) servirent de modèles : Rose Hoyt a posé comme une catholique avec un chapelet[réf. nécessaire], malgré le fait qu'elle ait été protestante, adhérente de l'église épiscopalienne. D'autres gens posèrent comme Mrs. Harrington, Walter Squires le charpentier de Rockwell, la femme de Squires : Clara Squires (sur le côté droit), Winfield Secoy, et Jim Martin (au centre). La version finale se base sur d'autres indices visuels, comme le chapelet et le livre religieux. Sur l'œuvre on distingue des croyants noirs sur les côtés. Cet agencement ne convenait pas au Post qui n'a jamais affiché de noirs de manière évidente dans ses pages. Rockwell a dit qu'il avait rendu ces personnages acceptables car il avait peint « furtivement   le visage de la femme noire en haut ; l'homme en bas, avec son fez, était trop exotique pour choquer. »[réf. nécessaire] L'image est souvent retravaillée et assombrie sur les reproductions car elle utilise un mélange de gris doux, beiges et marrons. La peinture a été appliquée en couches fines, ce qui permet au motif de la toile d'être perceptible et de contribuer à l'image[réf. nécessaire].
Rockwell a déclaré qu'il trouve que les mains sont secondaires par rapport aux visages pour servir la narration. Au sujet de Liberté de Culte, Rockwell a déclaré: « Je dépendais uniquement des mains pour ne transmettre même pas la moitié du message que j'aurais aimé faire passer. »[réf. nécessaire] Le travail approfondi de Rockwell provient du fait que selon ses convictions la religion « est un sujet extrêmement épineux. Il est si facile de heurter les sensibilités.[réf. nécessaire] »

## Revue critique
Le rédacteur en chef du Post, Ben Hibbs a dit de Liberté d'Expression et Liberté de Culte : « Pour moi ce sont un témoignage humain précieux sous la forme de peinture et de toile. Une superbe image, qui inspire et émeut des millions de gens.[réf. nécessaire] Les Quatre Libertés, ont ému et continuent d'émouvoir. » Modèle:Rfefnec « À chacun selon les impératifs de sa propre conscience »  est d'une  platitude qui suggère la pluralité des idées qu'a Rockwell sur la religion. L'origine de cette citation était une phrase issue des Treize articles sur la foi de Joseph Smith[réf. nécessaire]. En fait, Rockwell a demandé à ses collègues à plusieurs reprises l'origine de cette phrase et n'a été  au courant des écrits de Smith qu'après la publication de la série[réf. nécessaire]. L'expression « À chacun selon les impératifs de sa propre conscience » (ou des variations similaires) a été utilisée dans nombre des constitutions des états au XVIIIe siècle[réf. nécessaire].
Des comptes-rendus critiques à l'égard de l’œuvre montrent que certains pratiquants sont en désaccord avec l'assimilation de toutes les confessions exprimées alors dans Liberté de Religion. Claridge trouve que 

« l'amalgame figé des visages … et même la peau parcheminée sur ces vieilles mains, devenues objet de culte, pousse le sujet à bout, et transforme une tolérance idéaliste en un sentiment gluant, où les différences semblent rassemblées dans un moment magique que la lumière diffuse. La retenue que requiert l'art pour pouvoir traiter des  émotions intenses manque ici.[réf. nécessaire] »

Claridge a déclaré que la version précédente était « propre, étonnamment clairsemée, en contrepoint d'un contenu narratif dense. Admirablement peint dès la première esquisse  à l'huile ». Murrau et McCabe remarquent que ce travail s'écarte de la tendance narrative pour laquelle Rockwell est connu.
Deborah Solomon considère cette peinture comme la moins bien réussie de la série qu'elle trouve congestionnée et quelque peu « didactique ».  Maureen Hart Hennessey, conservateur en chef du Musée Norman Rockwell[réf. nécessaire], et le conservateur Anne Knutson considèrent que la partie de l'image qui ne montre que les mains et les visages est perturbante.
Bruce Cole du Wall Street Journal écrit que la description de Rockwell de ces gros plans de visages fantomatiques, les mains jointes en prière est fade, sans véritable message envers la liberté de religion — encore une fois ça ne casse pas des briques. Il se trouve que la foi, comme l'absence de peur, ou l'absence de désir, sont des choses personnelles, privées, intangibles et qui ne se représentent pas.